# Otto Konigslow Machine Company
Otto Konigslow Machine Company war ein US-amerikanischer Hersteller von Fahrzeugen.

## Unternehmensgeschichte
Otto Konigslow betrieb das Unternehmen mit Sitz in Cleveland in Ohio. Zunächst stellte er Fahrräder der Marke OK her. Nach eigenen Angaben waren es 10.000 Stück. 1898 begannen Experimente mit Automobilen. Im Sommer 1902 kam es auf den Markt. Der Markenname lautete Ottokar, gelegentlich OttoKar geschrieben.
Im Juni 1904 verkaufte Konigslow alles an die Globe Machine & Stamping Company aus der gleichen Stadt. 1902 wurden 15 Kraftfahrzeuge verkauft, 1903 etwa 50 hergestellt und 1904 zehn verkauft. In der Summe sind das etwa 75 Automobile.

## Kraftfahrzeuge
Die Modelle von 1902 hatten eine Motorhaube, die wegen ihrer Form jenen der Renault-Modelle ähnelte.
1903 gab es ein Modell mit einem Einzylindermotor. Die Motorleistung von 6 PS wurde über eine Kette an die Hinterachse übertragen. Das Fahrgestell hatte 198 cm Radstand. Karosseriert waren die Fahrzeuge als Runabout mit zwei Sitzen. Daneben gab es ein Modell mit einem Zweizylindermotor und 14 PS Leistung. Der Radstand ist nicht überliefert. Der Aufbau war ein Tonneau mit vier Sitzen. Eine andere Quelle gibt für beide Jahre bis 1903 die Renault-Motorhaube sowie einen Lenkhebel anstelle eines Lenkrads an.
1904 wurde nur das Einzylindermodell hergestellt. Die Front ähnelte den Modellen von Vauxhall.

## Modellübersicht
| Jahr | Modell | Zylinder | Leistung (PS) | Radstand (cm) | Aufbau            |
| ---- | ------ | -------- | ------------- | ------------- | ----------------- |
| 1903 | Single | 1        | 6             | 198           | Runabout 2-sitzig |
| 1903 | Twin   | 2        | 14            |               | Tonneau 4-sitzig  |
| 1904 | Single | 1        | 6             | 198           | Runabout 2-sitzig |